# Gerardo Oscasali
Gerardo Oscasali (... – novembre 1232) è stato principe vescovo di Trento dal 1224 al 1232.

## Biografia
Originario di Cremona, era canonico arcidiacono della Cattedrale di Trento. Fu eletto dal Capitolo della cattedrale e consacrato vescovo da papa Onorio III all'inizio del 1224. Il 28 aprile dello stesso anno convocò un sinodo diocesano sulla facoltà di assolvere i chierici concubinari. Accolse in città i Domenicani.
Come i predecessori Federico Vanga e Adelpreto di Ravenstein ebbe un atteggiamento filoimperiale.
Il 19 maggio 1228 convocò un secondo sinodo diocesano, in cui venne emanato uno statuto che gli riservava il diritto di nomina del clero secolare.
Nel 1229 donò alle Clarisse la chiesa di San Michele (poi reintitolata alla fondatrice dell'Ordine Santa Chiara) e il terreno per edificare un monastero. Assegnò alla cattedrale di San Vigilio, all'epoca in corso di ricostruzione, i primi frutti dei benefici curati e semplici. Consacrò una chiesa a Predazzo e una a San Lugano (Trodena), la chiesa di Santa Maria Assunta a Renon e una cappella al castello di Grafenstein.
L'ultimo documento a lui riferito è del 17 aprile 1232. Fu eletto a succedergli il 31 agosto 1232 Aldrighetto Campo.

## Genealogia episcopale
La genealogia episcopale è:
- Papa Gregorio IX
- Papa Onorio III
- Vescovo Gerardo Oscasali